# Ember to Inferno
Ember to Inferno ist das Debütalbum der US-amerikanischen Metal-Band Trivium. Es wurde im Oktober 2003 über das deutsche Musiklabel Lifeforce Records veröffentlicht.

## Geschichte
Alle Lieder wurden komplett von dem damals 17-jährigen Matthew Heafy geschrieben. Lediglich am Arrangement der Titel beteiligte sich Travis Smith. Jason Suecof ist auf einigen Liedern am Keyboard zu hören. George Moore spielt die Akustik-Gitarre in A View of Burning Empires. Aufgenommen und abgemischt wurde das Album im Juli 2003 in den Audio Hammer Studios in Sanford, Florida, sowie bei Morrisound Recordings in Tampa, Florida unter der Regie von Jason Suecof, Matthew Heafy, Travis Smith und Brent Young.
2005 wurde das Album wiederveröffentlicht. Die Wiederveröffentlichung enthält drei Bonustitel. Zwei zuvor unveröffentlichte Titel, welche im November 2003 entstanden, sowie Demon von der Anfang 2003 veröffentlichten Demo.

## Rezeption
Die Website metal.de vergab 7/10 Punkten für das Album und lobte das Debüt für die Kombination von Death- und Thrash Metal mit Metalcore Elementen zu einem frischen eigenständigen Werk.

## Titelliste
1. Inception the Bleeding Skies – 0:35
2. Pillars of Serpents – 4:35
3. If I Could Collapse the Masses – 4:42
4. Fugue (A Revelation) – 4:22
5. Requiem – 4:53
6. Ember to Inferno – 4:11
7. Ashes – 0:54
8. To Burn the Eye – 7:01
9. Falling to Grey – 5:37
10. My Hatred – 4:35
11. When all Light Dies – 6:23
12. A View of Burning Empires – 1:50

### Bonustitel der Wiederveröffentlichung
1. Blinding Tears Will Break the Skies – 5:41
2. The Deceived – 6:00
3. Demon – 3:28